# Gore Butana
Gore Butana so med najpomembnejšimi naravnimi geografskimi značilnostmi kraljestva. Butan leži na južnem koncu vzhodne Himalaje in ima eno od najbolj razgibanih gorskih površin na svetu, katerih višine segajo od 160 metrov do več kot 7000 m nad morsko gladino, v nekaterih primerih pa v razdalji manj kot 100 kilometrov druga od druge. Najvišji vrh Butana s 7570 metri nadmorske višine, je severno-osrednji Gangkhar Puensum , blizu meje s Kitajsko; tretji najvišji vrh, Jomolhari, s pogledom na dolino Chumbi na zahodu ima 7314 metrov; devetnajst drugih vrhov presega 7000 metrov. Vreme v gorah je skrajno: visoki vrhovi imajo večni sneg, nižje gore in izkopane soteske pa imajo vse leto močne vetrove, zaradi česar so poleti pusti rjavi vetrovni predori in pozimi zamrznjene negostoljubne površine. Viharji, ki vsako zimo nastajajo na severu, se pogosto premikajo proti jugu v osrednje višavje.
V gorah Butana so opredeljene tri glavne geografske cone: Visoka Himalaja, Nizka Himalaja (ali Notranja Himalaja) in Himalajsko predgorje. Visoka Himalaja na severu, ki je prekrita s snegom, sega od približno od 5500 m do vrhov nad 7500 metri nadmorske višine, ki se raztezajo ob meji med Butanom in Kitajsko. Severna regija obsega lok s poledenelih gorskih vrhov z arktično klimo na najvišjih vzpetinah. Voda, ki jo napajajo snežne reke, v alpskih dolinah zagotavljajo pašo za živino, za katero skrbi redka populacija nomadskih pastirjev. Ostrogam podobne gorske verige Nizke Himalaje, med 1500 metri in 5500 metri, potekajo od severozahoda do jugovzhoda v zahodnem Butanu in severovzhoda do jugozahoda v vzhodnem Butanu. Te gore, zlasti njihove zahodne doline, tvorijo gospodarsko in kulturno srce kraljestva, vključno z večino njegovih dzongov. Ta gorska območja so v nasprotju z gričevnatim Himalajskim predgorjem, z višinami do 1500 metrov in spodnjimi Duarsi. Številne nižje gorske verige so sestavljene iz grobih granitnih peščenjakov, medtem ko so skale na najvišjih nadmorskih višinah sestavljene iz gnajsa med dvignjenimi plastmi sljude in skrilavca. Številna pogorja so bogata z apnencem. 
Butanske doline so izklesane v Himalajo ob njenih rekah, ki jih napajajo ledeniške taline in monsunsko deževje. Velik del butanskega prebivalstva je skoncentriran v dolinah in nižinah, ločenih z razgibanimi južnimi obronki Nizke Himalaje.  Kljub posodobitvi in razvoju prometnic v Butanu, vključno z nacionalnim avtocestnim sistemom, potovanje iz ene doline v drugo ostaja težavno. Zahodne doline so na vzhodu povezane z Črnimi gorami v osrednjem Butanu, ki tvorijo razvodnico med dvema glavnima rečnima sistemoma, reke Sankoš in Drangme Čhu. Osrednje doline so od vzhoda ločene z območjem Donga.  Bolj osamljene gorske doline varujejo več majhnih, ločenih kulturnih in jezikovnih skupin. 
Butan nadzira več strateških himalajskih gorskih prelazov, vključno s potmi med Tibetom in Assamom. Te poti, ki so edina pot v kraljestvo, skupaj s stoletnimi politikami izolacije, so Butanu pridobile vzdevek 'Gorska trdnjava bogov'. Čeprav so Britanci vzpostavili protektorat nad Butanom in zasedli njegove nižine, gorska notranjost ni bila nikoli uspešno napadena. 

## Velika Himalaja
Na severu Butana prevladujejo gore Visoke Himalaje, kjer vrhovi zlahka dosežejo 7000 metrov. Najvišji vrhovi segajo od zahoda proti vzhodu, ob severnih okrožjih Haa, 	Paro in Thimphu; večji del okrožja Gasa; najsevernejše okrožje Wangdue Phodrang; Bumthang in Lhuentse. Najvišja točka v Butanu je Gangkhar Puensum, ki ima čast, da je najvišja ne preplezana gora na svetu s 7570 metri . Nekateri mogočni vrhovi, kot so Gangkhar Puensum, Kula Kangri in Tongshanjiabu, ležijo na spornem ozemlju med Butanom in Kitajsko. Po butanskih trditvah bi morali biti ti velikani del okrožja Gasa. Drugi vrhovi Visoke Himalaje, kot je Jitchu Drake, ležijo povsem v okrožju Gasa.
Visoka Himalaja ima večino butanskih ledenikov. Ta regija vsebuje veliko večino od 677 ledenikov in 2674 ledeniških jezer in pomožnih jezer, od katerih 25 predstavlja tveganje za razlitje in poplavljanje.   Veliko število ledenikov v Butanu je opredeljeno kot dolinski in gorski ledenik, čeprav obstajajo tudi številne vrste ledenih ploščadi in nišnih ledenikov . V Lunana Gewog, ni nobenega vodnega telesa, ampak zbirke nadglacijalnih ribnikov. 

## Nizka Himalaja
Nizka Himalaja, imenovana tudi Notranja Himalaja, so južni grebeni Visoke Himalaje, ki dominira na srednjem delu Butana. Območje Dongkja je trijunkcija meje Butan-Sikim-Tibet, ki ločuje Sikim od doline Čumbi [5]. Črne gore v osrednjem Butanu tvorijo razvodnico med dvema glavnima rečnima sistemoma, Mo Čhu in Drangme Čhu. Vrhovi v Črnih gorah se gibljejo med 1500 metri in 2700 metri nad morsko gladino. Vzhodni Butan je razdeljen z drugim južnim grebenom, območjem Donga, katerega doline so ponavadi bolj strme.
Za razliko od Visoke Himalaje tukaj ni ledenikov, čeprav so nekateri vrhovi in zgornja pobočja pokriti z moreno.

### Gorovje Dongkja
Gorovje Dongkja, imenovano tudi Čola, zavzema tromejo mejo z Butanom, Sikimom in Tibetom in sega proti jugu v Zahodni Bengal kot greben Singalila. Gipmoči je na tromeji. En od izrastkov se razprostira proti jugu od Džomolharija na severozahodni meji, kar predstavlja razvodje med sistemi doline Čumbi Teesta, Torsa (Amo) in Raidāk (Wong) v vseh treh državah.
Na zahodu leži dolina Thimphu, ki jo povezuje druga Nizka Himalaja. Sredi tega območja je dolina Thimphu dostopna do Punakhe prek prelaza na državni cesti Doču La na 3140 metrih. To drugo območje je razvodnica med rekama Raidāk (Wong) in Sankoš (Mo Čhu).

#### Črne gore
Črne gore ležijo vzhodno od reke Sankoš. Na pol poti med Punakho in Trongso ločita zahodni Butan od etnološko raznovrstnih osrednjih regij in gosto naseljenih vzhodnih regij. Črne gore se kot ostroga razvejijo jugozahodno in jugovzhodno in segajo v okrožje Trongsa. Prelaz Pele La na 3350 m je zgodovinsko in sodobno najpomembnejši prehod v Črnih gorah.
Izolacija prebivalstva na območju Črnih gora je prinesla veliko jezikovno in etnično raznolikost: to je domovina jezikov Lakha, Njenkha in Olekha , ki predstavljajo tibetanski in vzhodni bodiš jezik. 
Med Trongso in Džakarjem poteka še eno gorovje, ki ga prečka prelaz Juto La (imenovana tudi Jotong La). Nadaljujemo proti vzhodu, med Džakarjem in dolino Kuri Čhu je še en greben, ki ga prečka prelaz Ura La v Ura Gewog na 3600 metrih.

### Gorovje Donga
Strmo območje Donga ločuje okraja Bumthang in Lhuentse ter je razvodnica med rečnimi sistemi rek Raidāk in Manas. Severovzhodni deli Donge so znani kot Kurtoe (sodobna Kurtoe Gewog, zgodovinska provinca Kurtoed). Prelaz Thrumšing La, imenovan tudi prelaz Donga, je edini cestni dostop čez območje Donga na 3787 metrih. Strm Rodang La na severu zagotavlja ne motorno komunikacijo, več pastirskih prelazov, vključno s Thebong La pa uporabljajo pastirji. 
Na vzhodu poteka druga manjša gora, ki ločuje dolini Lhuentse in Trashiyangse.

### Gorovje Tavang
Vzhodno od sistema reke Manas je gorovje Tawang (imenovano tudi Kollong), vzhodna meja Butana. Gorovje Tawang izvira iz Tibeta, severovzhodno od Arunačal Pradeša. 

## Seznam gora
To je dinamičen seznam in morda nikoli ne bo izpolnil določenih standardov za popolnost. Pomagajte nam lahko s širitvijo z zanesljivimi vnosi.
- Gangkhar Puensum, 7570 m
- Jitchu Drake, 6714 m
- Tongshanjiabu, 7207 m
- Kula Kangri, 7538 m
- Jomolhari, 7326 m
- Kangphu Kang, 7204 m